# أنمي ميكا

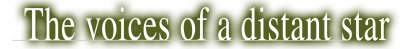
شعار الأنمي أصوات نجم بعيد

ميكا أو Mecha : مأخوذة من الكلمة الإنجليزية mechanical هو الأنمي الذي يحتوي على الألات وآليين مثل جرانديزر.

## أمثلة
- كود غياس
- نيون جينيسيس إيفانجيليون
- دارلينغ إن ذا فرانكس
- البدلة المتنقلة جاندام سيد

## روابط خارجية
- Gears Online
- Brickshelf Lego mecha galleries
- Mecha Anime HQ: Extensive coverage on Gundams and other mecha.